# Barbro Kvåle
Barbro Kvåle est une fondeuse norvégienne, née le 21 février 1992.

## Biographie
Elle débute en Coupe du monde en mars 2012.
Elle marque ses premiers points en novembre 2014 au sprint classique de Ruka (15e).
Aux Championnats du monde des moins de 23 ans 2015, elle remporte la médaille d'or au dix kilomètres libre et la médaille d'argent au skiathlon.